# Фомичёв, Павел Васильевич
Павел Васильевич Фомичёв (1920, село Чичково, теперь Навлинского района Брянской области, Российская Федерация — 1992, г. Одесса) — советский политработник, член Военного совета — начальник Политуправления Прикарпатского и Одесского военных округов, генерал-полковник. Депутат Верховного Совета УССР 9—10 созывов. Кандидат в члены ЦК КПУ в 1976—1986 г.

## Биография
Родился в семье крестьянина.
С 1938 года — учитель, студент института.
В Красной армии с октября 1940 года. В 1941 году окончил пехотное училище.
С 1941 года — командир взвода, командир роты отдельного учебного батальона 3-й стрелковой дивизии 2-й Краснознамённой армии Дальневосточного фронта. Участник Советско-японской войны 1945 года.
Член ВКП(б) с 1944 года.
После войны — заместитель командира полка по политической части, заместитель начальника, начальник политического отдела военного соединения.
Окончил Военно-политическую академию имени Ленина.
В 1968—1972 г. — 1-й заместитель начальника Политического управления Прикарпатского военного округа
С июля 1972 по май 1976 г. член Военного совета — начальник Политического управления Прикарпатского военного округа.
С мая 1976 по декабре 1982 г. член Военного совета — начальник Политического управления Одесского военного округа.
Затем в отставке.
Проживал в Одессе.

## Высшие воинские звания
- генерал-майор
- генерал-лейтенант (??.05.1974)
- генерал-полковник (16.12.1982)

## Награды
- Орден Октябрьской Революции (14.07.1980)[1]
- Орден Красного Знамени
- Орден Отечественной войны 1-й степени
- Три ордена Красной Звезды
- Орден «За службу Родине в Вооружённых Силах СССР» 3-й степени
- Медаль «За отвагу»
- Другие медали СССР